# Bluesnarfing
Bluesnarfing innebär att man med hjälp av en enhet utrustad med bluetooth kan ladda ner någons telefonbok, bilder och liknande. Offret märker ingenting. Man kan även få offrets telefon att ringa upp ett nummer eller skicka ett sms. 